# 금요 나이트 드라마
금요 나이트 드라마(金曜ナイトドラマ)는 TV 아사히 계열에서 금요일 심야에 방송되는 심야 드라마 시간대이다. 하이비전 제작(2004년부터), 스테레오 방송(방송 개시부터), 문자 다중 방송을 실시하고 있다.

## 개요
2000년 봄, TV 아사히가 시청률 침체에 빠진 연속 드라마 시간대의 특별 조치로, 월요일 밤 8시 시간대인 〈월요 드라마 원〉과 토요일 밤 8시 시간대인 〈세터데이 드라마〉를 폐지하고 주말(금요일과 토요일) 밤 11시 시간대에 〈나이트 드라마〉 시간대를 신설했다. 기존 황금 시간대 드라마와 달리 새로운 노선의 드라마를 방송했는데, 《트릭》의 성공으로 이 시간대의 정체성이 확립되어, 2001년 이후에는 특히 코미디 작품이 많이 만들어졌다. 《트릭》을 시작으로 《특명계장 타다노 히토시》 시리즈, 《스카이 하이》 시리즈 등 여러 화제작이 탄생했으며, 후에 목요 드라마 시간대에 방송되거나 극장판이 만들어진 작품이 많다.
목요 드라마 시간대와 마찬가지로, 외부 제작사와 공동 제작된 작품이 많으며, 자사 제작 작품도 제작 협력으로 외부 제작사가 참가하는 경우가 많다.
"연예인 등급 체크 '등 아사히 TV 제작의 국영 방송에서 본 프로그램의 홍보를 하는 경우에도 아사히 다른 22 국의 방송 시간에 공지하고있다. 이 때문에 자막 자막에 "※ 일부 지역 제외"의 주석이 들어있다.
완전 디지털화까지의 과도기는 일부 인터넷 방송국의 지상파 디지털 방송에서는 시차 넷의 관계에서 14 : 9 사이즈 커팅 된 표준 화질 영상을 업 컨버트 한 액자 방송되고 있었다. 또한 일부 지연 넷 방송국에서는 자막 데이터의 구입에 별도 비용이 때문에 자막 방송을 실시하고 있지 않았다.

## 편성
매주 금요일 밤, TV 아사히의 종합 뉴스 프로그램 보도 스테이션(2004년 이전에는 뉴스 스테이션)이 방송을 마친 직후에, 중간광고를 거쳐 방송된다.
- 2000년 4월 - 2001년 9월 / 매주 금요일 23:09 - 24:04(JST)
- 2001년 10월 - 2009년 9월 / 매주 금요일 23:15 - 24:10(JST)
- 2009년 10월 - / 매주 금요일 23:15 - 24:15(JST)

## 방송 작품

### 2000년대 전반

#### 2000년
- 야샤 제작: 고쿠사이호에이

원작: 요시다 아키미
출연: 이토 히데아키, 오쓰카 네네, 아베 히로시, 이와키 고이치 등
- 트릭 제작: 도호

출연: 나카마 유키에, 아베 히로시, 나마세 가쓰히사, 노자와 요코 등
- 애인의 규칙: 당신을 만나고 싶어서

출연: 미즈노 마키, 이시구로 겐, 호소카와 시게키 등

#### 2001년
- 사랑은 정의 제작: 파인 엔터테인먼트

출연: 나카무라 다마오, 기무라 노보루, 이노우에 하루미, 이마이 마사유키, 하기노 다카시 등
- OL 비주얼계 시즌 2 제작: CUC

원작: 가나쓰 구미
출연: 스즈키 사리나, 우에하라 사쿠라, 도오야마 교오코, 하타노 히로코, 마스 다케시 등
- 살기위한 정열로서의 살인  제작: 시네하우스

출연: 샤쿠 유미코, 도요타 마호, 다카오카 사키, 이하라 쓰요시 등
- 질투의 향기

원작: 쓰지 히토나리
출연: 혼조 마나미, 가와하라 아야코, 사카이 마사토, 오다기리 조, 데라와키 야스후미 등

#### 2002년
- 트릭 2 제작: 도호

출연: 나카마 유키에, 아베 히로시, 나마세 가쓰히사, 노자와 요코 등
- 구룡에서 만나요 제작: 애즈 버드

원작: 사이몬 후미
출연: 이시다 유리코, 가와무라 류이치, 하세가와 교코, 이하라 쓰요시 등
- 통판맨 제작: 교도 TV

출연: 나카무라 슌스케, 가와하라 아야코, 고하시 겐지, 벡키 등
- 이브의 모든 것

한국 드라마

#### 2003년
- 스카이 하이 제작: 어뮤즈

원작: 다카하시 쓰토무
출연: 샤쿠 유미코 등
- OL제니도 제작: 가도카와 영화

원작: 아오키 유지
출연: 기쿠가와 레이, 사와무라 잇키, 사토 아이코 등
- 특명계장 타다노 히토시 제작: MMJ

원작: 야나기사와 기미오
출연: 다카하시 가쓰노리, 사쿠라이 아쓰코, 나가이 마사루, 우메미야 다쓰오 등
- 독신3!! 제작: 교도 TV

출연: 엔도 쇼조(코코리코), 야마모토 게이이치(고쿠라쿠톤보), 야마자키 시게노리 등

#### 2004년
- 스카이 하이 2 제작: 어뮤즈

원작: 다카하시 쓰토무
출연: 샤쿠 유미코 등
- 미드나이트 고스트 투어 제작: 아벡 컴퍼니

원작: 아카가와 지로
출연: 기쿠가와 레이, 가이토 겐, 기타가와 히로미, 기타무라 소이치로 등
- 아아탐정사무소 제작: MMJ

원작: 간자키 스미
출연: 나가이 마사루, 사카이 와카나, 헨미 에미리, 아즈마 미키히사, 가와시마 나오미 등
- 야쿠모 이츠키 제작: 호리프로

원작: 야마구치 마사카즈
출연: 오이카와 미쓰히로, 히라야마 아야 등

### 2000년대 후반

#### 2005년
- 특명계장 타다노 히토시 시즌 2 제작: MMJ

원작: 야나기사와 기미오
출연: 다카하시 가쓰노리, 사쿠라이 아쓰코 등
- 비와 꿈의 뒤에 제작: 가도카와 영화

원작: 유미리
출연: 구로카와 도모카, 사와무라 잇키, 기무라 다에 등
- 하루카17 제작: 호리프로

원작: 야마자키 사야카
출연: 히라야마 아야, 후루타 아라타, 스기모토 뎃타 등
- 착신아리 제작: 도호

원안: 아키모토 야스시
출연: 기쿠카와 레이, 이시구로 겐 등

#### 2006년
- 시효경찰 제작: MMJ

출연: 오다기리 조, 아소 구미코, 도요하라 고스케 등
- 내일은 맑음 제작: MMJ

원작: 가노 도모코
출연: 구로카와 도모카, 기무라 다에 등
- 검은 태양

원작: 신도 후유키
출연: 나가이 마사루, 이노우에 와카, 이하라 쓰요시 등
- 안나씨의 콩 제작: 고쿠사이호에이

원작: 스즈키 유미코
출연: 벡키 등

#### 2007년
- 특명계장 타다노 히토시 시즌 3 제작: MMJ

원작: 야나기사와 기미오
출연: 다카하시 가쓰노리, 사쿠라이 아츠코, 나가이 마사루, 우메미야 다쓰오 등
- 돌아온 시효경찰 제작: MMJ

출연: 오다기리 조, 아소 구미코, 도요하라 고스케 등
- 초밥 왕자 제작: 오피스 크레센도

출연: 도모토 코이치 (KinKi Kids), 나카무라 유이치 (KAT-TUN) 등
- 몹걸 제작: 도호

원작: 가토 미아키
출연: 키타가와 케이코, 타니하라 쇼스케 등

#### 2008년
- 미래강사 메구루 제작: The Farm

출연: 후카다 쿄코, 치이 다케오 등
- 너 범인 아니지? 제작: 교도 TV

출연: 칸지야 시호리, 카나메 준 등
- 타격천사 루리

원작: 야마모토 야스히토
출연: 기쿠카와 레이 등
- 샐러리맨 킨타로 제작: MMJ

원작: 모토미야 히로시
출연: 나가이 마사루 등

#### 2009년
- 노래 오빠 제작: 이즈미 호소세이사쿠

출연: 오노 사토시 (아라시) 등
- 명탐정의 규칙

원작: 히가시노 게이고
출연: 마츠다 쇼타 등
- 메이드 형사 제작: 도호

원작: 하야미 유지
출연: 후쿠다 사키 등
- 마이 걸

원작: 사하라 미즈
출연: 아이바 마사키 (아라시) 등

### 2010년대 전반

#### 2010년
- 샐러리맨 킨타로 2 제작: MMJ

원작: 모토미야 히로시
출연: 나가이 마사루 등
- 경부보 야베 겐조 제작: 도호

출연: 나마세 카츠히사 등
- 강철의 여자

원작: 후카야 가호루
출연: 키치세 미치코 등
- 아타미의 수사관 제작: MMJ

출연: 오다기리 조, 쿠리야마 치아키 등
- 비밀

원작: 히가시노 게이고
출연: 시다 미라이, 사사키 쿠라노스케 등

#### 2011년
- 바텐더

출연: 아이바 마사키 (아라시) 등
- 개를 키운다는 것: 스카이와 우리집의 180일

출연: 니시키도 료 등
- 지우 경시청 특수범 수사계 제작: 도호

원작: 혼다 데쓰야
출연: 쿠로키 메이사, 타베 미카코 등
- 11명이나 있어!

출연: 카미키 류노스케 등

#### 2012년
- 13세의 헬로워크 제작: MMJ

원작: 무라카미 류
출연: 마츠오카 마사히로 (TOKIO), 요코야마 유 (칸쟈니∞), 키리타니 미레이 등
- 도시 전설의 여자

출연: 나가사와 마사미, 미조바타 준페이, 히라야마 히로유키 등
- 보이즈 온 더 런

출연: 마루야마 류헤이 (칸쟈니∞), 타이라 아이리 등
- 익명탐정

출연: 타카하시 카츠노리, 카타세 나나 등

#### 2013년
- 노부나가의 셰프

원작: 니시무라 미츠루
출연: 타마모리 유타 (Kis-My-Ft2) 등
- 날씨 언니

출연: 타케이 에미 등
- 야베 켄조 경감 2

출연: 나마세 카츠히사 등
- 도시 전설의 여자 Part2

출연: 나가사와 마사미 등

#### 2014년
- 내가 싫어하는 탐정

출연: 고리키 아야메, 타마키 히로시 등
- 사신 군

출연: 오노 사토시 등
- 익명탐정 제2시리즈

출연: 타카하시 카츠노리 등
- 검은 옷 이야기

출연: 나카지마 켄토 (Sexy Zone) 등

### 2010년대 후반

#### 2015년
- 세컨드 러브

출연: 카메나시 카즈야, 후카다 쿄코 등
- 천사와 악마-미해결 사건 익명 교섭과-

출연: 고리키 아야메, 와타베 아츠로 등
- 민왕

출연: 엔도 켄이치, 스다 마사키 등
- 사무라이 선생님

출연: 니시키도 료 등

#### 2016년
- 스미카 스미레

출연: 키리타니 미레이 등
- 불쾌한 과실

출연: 쿠리야마 치아키, 이치하라 하야토 등
- 그·라·메!~총리의 요리사~

출연: 고리키 아야메 등
- 가정부 남자 미타조노 (제1시리즈)

출연: 마츠오카 마사히로 등

#### 2017년
- 빼앗는 사랑, 겨울

출연: 쿠라시나 카나, 미우라 쇼헤이 등
- 여죄수 세븐

출연: 고리키 아야메 등
- 아이노 결혼 상담소

출연: 야마자키 이쿠사부로 등
- 중요참고인 탐정

출연: 타마모리 유타 등

#### 2018년
- 홀리데이 러브

출연: 나카 리이사 등
- 가정부 남자 미타조노 (제2시리즈)

출연: 마츠오카 마사히로 등
- dele

출연: 야마다 타카유키, 스다 마사키 등
- 나와 싯포와 카구라자카

출연: 아이바 마사키 등

#### 2019년
- 나의 아저씨 ~WATAOJI~

출연: 오카다 유미 등
- 가정부 남자 미타조노 (제3시리즈)

출연: 마츠오카 마사히로 등
- 매미남자

출연: 야마다 료스케 등
- 시효경찰

출연: 오다기리 조 등

### 2020년대 전반

#### 2020년 - 2021년
- 여고생의 낭비

출연: 오카다 유미 등
- 가정부 남자 미타조노 (제4시리즈)

출연: 마츠오카 마사히로 등
- 한여름의 소년~19452020

출연: 쟈니스 쥬니어 등
- 24 JAPAN

출연: 카라사와 토시아키 등
- 그 때 키스했더라면

출연: 아소 쿠미코 등
- 표착자

출연: 오오타 나오, 시라이시 마이 등

## 편성 정보
| 방송대상지역         | 방송국                      | 계열           | 방송시각                        | 비고           |
| -------------------- | --------------------------- | -------------- | ------------------------------- | -------------- |
| 간토 광역권          | TV 아사히（EX）             | TV 아사히 계열 | 금요일 23:15 - 24:10            | 제작국         |
| 홋카이도             | 홋카이도 TV 방송（HTB）     | TV 아사히 계열 | 금요일 23:15 - 24:10            | 동시 편성      |
| 아오모리현           | 아오모리 아사히 방송（ABA） | TV 아사히 계열 | 금요일 23:15 - 24:10            | 동시 편성      |
| 이와테현             | 이와테 아사히 TV（IAT）     | TV 아사히 계열 | 금요일 23:15 - 24:10            | 동시 편성      |
| 아키타현             | 아키타 아사히 방송（AAB）   | TV 아사히 계열 | 금요일 23:15 - 24:10            | 동시 편성      |
| 미야기현             | 히가시닛폰 방송（KHB）      | TV 아사히 계열 | 금요일 23:15 - 24:10            | 동시 편성      |
| 야마가타현           | 야마가타 TV（YTS）          | TV 아사히 계열 | 금요일 23:15 - 24:10            | 동시 편성      |
| 후쿠시마현           | 후쿠시마 방송（KFB）        | TV 아사히 계열 | 금요일 23:15 - 24:10            | 동시 편성      |
| 니가타현             | 니가타 TV21（UX）           | TV 아사히 계열 | 금요일 23:15 - 24:10            | 동시 편성      |
| 나가노현             | 나가노 아사히 방송（abn）   | TV 아사히 계열 | 금요일 23:15 - 24:10            | 동시 편성      |
| 이시카와현           | 호쿠리쿠 아사히 방송（HAB） | TV 아사히 계열 | 금요일 23:15 - 24:10            | 동시 편성      |
| 주쿄광역권           | 나고야 TV 방송（NBN）       | TV 아사히 계열 | 금요일 23:15 - 24:10            | 동시 편성      |
| 히로시마현           | 히로시마 홈 TV（HOME）      | TV 아사히 계열 | 금요일 23:15 - 24:10            | 동시 편성      |
| 야마구치현           | 야마구치 아사히 방송（yab） | TV 아사히 계열 | 금요일 23:15 - 24:10            | 동시 편성      |
| 가가와현・오카야마현 | 세토나이카이 방송（KSB）    | TV 아사히 계열 | 금요일 23:15 - 24:10            | 동시 편성      |
| 에히메현             | 에히메 아사히 TV（eat）     | TV 아사히 계열 | 금요일 23:15 - 24:10            | 동시 편성      |
| 후쿠오카현           | 큐슈 아사히 방송（KBC）     | TV 아사히 계열 | 금요일 23:15 - 24:10            | 동시 편성      |
| 나가사키현           | 나가사키 문화방송（NCC）    | TV 아사히 계열 | 금요일 23:15 - 24:10            | 동시 편성      |
| 구마모토현           | 구마모토 아사히 방송（KAB） | TV 아사히 계열 | 금요일 23:15 - 24:10            | 동시 편성      |
| 오이타현             | 오이타 아사히 방송（OAB）   | TV 아사히 계열 | 금요일 23:15 - 24:10            | 동시 편성      |
| 가고시마현           | 가고시마 방송（KKB）        | TV 아사히 계열 | 금요일 23:15 - 24:10            | 동시 편성      |
| 오키나와현           | 류큐 아사히 방송（QAB）     | TV 아사히 계열 | 금요일 23:15 - 24:10            | 동시 편성      |
| 시즈오카현           | 시즈오카 아사히 TV（SATV）  | TV 아사히 계열 | 금요일 23:45 - 24:45            | 30분 지연 방송 |
| 긴키 광역권          | 아사히 TV 방송（ABC）       | TV 아사히 계열 | 금요일 24:24 - 25:25            | 70분 지연 방송 |
| 고치현               | TV 고치 (KUTV)              | TBS 계열       | 토요일 0:20 - 1:20 （금요심야） | 심야 지연 편성 |
| 도야마현             | 튤립 TV (TUT)               | TBS 계열       | 수요일 0:35 - 1:35 （화요심야） | 심야 지연 편성 |
| 돗토리현・시마네현   | 니혼카이 TV (NKT)           | NTV 계열       | 금요일 1:35 - 2:35 （목요심야） | 심야 지연 편성 |

## 관련 방송
- 일요 나이트 드라마
- 일요 나이트 프리미엄
- 토요 나이트 드라마
- 토요 미드나이트 드라마
- 위크엔드 드라마
- 토요 나이트 드라마 (ABC)